# Правдинське родовище талько-магнезитів
Правдинське родовище талько-магнезитів

## Загальна інформація
В адміністративному відношенні Правдинське родовище талько-магнезитів розташоване в Дніпропетровській області. Місто Дніпро від родовища розташоване за 40 км на південний захід, за 25 км від родовища на південь лежить м. Кам'янське.
У широтному напрямку на північ від родовища пролягає залізниця Дніпро — Київ. Північніше родовища (приблизно за 6 км) проходить автомагістраль Дніпро — Київ.
Південна частина родовища розташована в заплаві р. Мокра Сура.
У 1965—1966 рр. Новомосковською ГРЕ ДГП «Південукргеологія» виконана попередня розвідка родовища. Потім у 1967—1968 рр. цією ж експедицією проведена детальна розвідка цього ж родовища.

## Геологія
У геологічному відношенні Правдинське родовище талько-магнезитів і карбонатизованих серпентинітів розташоване в південно-східній частині Правдинського ультраосновного масиву, який входить у Західно-Сурську ультрабазитову смугу. Площа детально розвіданої частини родовища становить приблизно 0,7 км².
У геологічній будові родовища беруть участь докембрійські метаморфизовані осадочно-вулканогенні утворення конксько-верховцевської серії. Ультраосновний масив являє собою порівняно велике інтрузивне тіло північно-західного простягання з крутим північно-східним падінням (60—80о). З північного заходу і півдня масив контролюється мігматито-гранітоїдним комплексом і метабазитами нижньої світи конксько-верховцевської серії, а з північного сходу — з породами середньої світи. Протяжність масиву більш як 5 км, при ширині від 300 м, на південному сході від розвіданої ділянки, до 2 500 м у центральній його частині.
Правдинський масив складений хризотиловими (з реліктами олівіну), хризотил-антигоритовими і антигоритовими оталькованими і карбонатизованими серпентинітами, тальк-магнезитами і хлорит-амфіболовими породами. Більш як дві третини масиву складені серпентинітами і тальк-магнезитовими породами. Останні становлять у масиві ряд відкладів протяжністю від 0,5 до 2,5 км, які приурочені до тектонічних порушень або до периферичних частин серпентинітових тіл.
Правдинське родовище представлено круто падаючим на північний схід покладом талько-магнезитових порід і карбонатизованих серпентинітів північно-західного простягання. Протяжність розвіданої дільниці родовища становить 800 м. Потужність відкладів 300—600 м. Кути падіння коливаються від 60 до 85о і лише в північно-східній частині більш пологе залягання контакту рудного тіла з вміщаючими породами. Рудне тіло розвідане на глибину 160—180 м і просліджене на глибину до 250—350 м. В розвіданій частині рудний поклад складений масивними іноді сланцюватими талько-магнезитовими породами. Карбонатизовані серпентиніти становлять у талько-магнезитових породах останці лінзовидної неправильної форми, витягнені по простяганню і падінню верств.
Розподіл серпентинітів і талько-магнезитових порід у південно-західній частині родовища приблизно рівномірний, у північно-східній — зростання карбонатизованих серпентинітів з північного заходу на південний схід. Потужність рудного тіла в контурі підрахунку запасів, у південно-західній дільниці, становить 100 м, у північно-західній — 180 м, у центральній — 120 м. Потужність рудного тіла в контурі підрахунку запасів північно-східної дільниці 100 м, в північно-західній — 280 м, в центральній — 380 м. Магнезит (брайнерит) присутній у вигляді агрегатів і зерен ізометричної, кутастої і витягнутої форми, рідше порфіробластів. Тальк — безбарвний і білий, зерна подовженої форми. Серпентин — у вигляді реліктових мас, тонколускатої структури і розвивається серед тальку. Талько-магнезитові породи і карбонатизовані серпентиніти родовища утворились при процесах інфільтраційного метаморфізму по ультраосновним породам дунітового і перидотитового складу.

## Технологія
Технологічні дослідження талько-магнезитів і карбонатизованих серпентинітів проводились Українським науково-дослідним інститутом вогнетривів (УНДІВ, м. Харків). Виконаними дослідами розроблена технологічна система виготовлення форстеритових вогнетривів з талько-магнезитів і серпентинітів родовища, включаючи обпалення руд при температурі 1450—1500оС, подрібнення і розсів випаленого матеріалу на фракції, дозування і змішання порошків, формовка виробів, сушка і обпалення виробів при температурі 1600оС.

## Запаси та мінералогія
Сумарні запаси талько-магнезитів і карбонатизованих серпентинітів на 01.01.1998 р. тис. т А+В+С1 — 107799,86. при вмісті MgO — 36,74 %, Al2O3 — 0,55 %, CaO — 0,47 %, співвідношення MgO: SiO2 — 1,22. Запаси талько-магнезитів — 58859,39 тис. т, при вмісті MgO — 35,36 %, Al2O3– 0,57 %, CaO — 0,51 %, співвідношення MgO: SiO2 — 1,24, а запаси карбонатизованих серпентинітів складають 47940,47 тис. т при вмісті MgO — 38,47 %, Al2O3 — 0,52 %, CaO — 0,41, співвідношення MgO: SiO2 — 1,19.

## Значення та перспективи
Таким чином, Правдинське родовище є великим за запасами талько-магнезиту і карбонатизованих серпентинітів, які є високоякісною сировиною для виробництва форстеритових вогнетривів, талько-магнезитової муки, флотованого тальку марки А і Б, шлакоситалів і ін., характеризується сприятливими гірничо-технічними умовами експлуатації, що дозволяє розглядати його як основну базу вогнетривкої сировини для металургії України.